# Éric Pinson
Éric Pinson, né le 11 octobre 1959, est un informaticien et chercheur français, vice-doyen recherche  à la faculté des sciences de l'université catholique d'Angers. 
Ses travaux portent sur l'optimisation combinatoire, la théorie de l’ordonnancement et la logistique du transport.

## Biographie
Éric Pinson est diplômé de l'Institut de mathématiques appliquées de l'université catholique d'Angers en 1983 puis a obtenu le diplôme de doctorat en informatique et mathématiques appliquées à l'université Pierre-et-Marie-Curie en 1988, avec une thèse intitulé : Le problème de job-shop
En 1994, Éric Pinson acquiert l'habilitation à diriger des recherches à l'université Pierre-et-Marie-Curie.
Depuis 1995, il travaille comme un professeur et chercheur dans le domaine recherche opérationnelle à l'Institut de mathématiques appliquées de l'université catholique de l'Ouest d'Angers.

## Prix
- 1er prix Robert-Faure, 1993[5]

## Publications
- Froger, A., Gendreau, M., Mendoza, J. E., Pinson, E., Rousseau, L-M. « Maintenance Scheduling in The Electricity Industry: A Literature Review », EJOR, 2015[6].

- Montoya C., Bellenguez-Morineau O., Pinson E., Rivreau D. « Integrated Column Generation and Lagrangian Relaxation Approach for the Multi-Skill Project Scheduling Problem ». In : Schwindt C, Zimmermann J. Handbook on Project Management and Scheduling. [s.l.] : Springer International Publishing, 2015. p. 565-586. (ISBN 978-3-319-05442-1)[7].

- Guyon, O., Lemaire, P., Pinson, E., Rivreau, D., « Cut Generation for An Integrated Employee Timetabling and Production Scheduling Problem » European Journal of Operational Research, 2010, vol. 201, p. 557 - 567, IF2008 1,627[8].

- Detienne, B., Pinson, E., Rivreau, D., « Lagrangian Domain Reductions for The Single Machine Earliness-Tardiness Problem With Release Dates » European Journal of Operational Research, 2010, vol. 201, p. 45-54, IF2008 1,627[9].

- Detienne, B., Péridy, L., Pinson, E., Rivreau, D., « Cut Generation for An Employee Timetabling Problem », European Journal of Operational Research, 2009, vol. 197(3), p. 1178 - 1184.

- Detienne, B., Péridy, L., Pinson, E., Rivreau, D., « Différentes réductions de domaine lagrangiennes pour le problème de minimisation des pénalités d’avance et de retard pondérées sur une machine », in Actes de la 7e Conférence francophone de modélisation et simulation « Modélisation, optimisation et simulation des systèmes : Communication, Coopération et Coordination », Paris, avril 2008[10].

- Pinson, E., Carlier, L., « Jackson’s Pseudo Preemptive Schedule and Cumulative Scheduling Problems », in Discrete Applied Mathematics, 2005, vol. 145, Issue no 1, p. 80-94[11].

- Pinson, E., Carlier, J, « Bounds and Adjustments Associated With The Pm/ri, qi/Cmax Problem », in Discrete Applied Mathematics, 2004, vol. 145, Issue no 1, p. 80-94[12].

- Babu, P., Péridy, L., Pinson, E., Rivreau, D., « Borne inférieure et méthode arborescente pour la minimisation du nombre pondéré de tâches en retard sur machines parallèle », Actes de la 5e Conférence francophone de modélisation et simulation pour l’analyse et l’optimisation des systèmes industriels et logistiques, Nantes, septembre 2004, p. 917-922  (ISBN 2-7430-0731-1).

- Péridy, L., Pinson, E., Rivreau, D., « Using Short-Term Memory to Minimize The Weighted Number of Late Jobs on A Single Machine », European Journal of Operational Research, 2003, vol. 148(3), p. 591-603.